# Parodia schumanniana
A Parodia schumanniana a szegfűvirágúak (Caryophyllales) rendjébe, ezen belül a kaktuszfélék (Cactaceae) családjába tartozó faj.

## Rendszertani eltérés
Egyes rendszerezések ezt a növényfajt az Eriocactus nemzetségbe sorolják be, Eriocactus schumannianus név alatt.

## Előfordulása
A Parodia schumanniana előfordulási területe Dél-Amerikában van. Argentína északkeleti részén, Brazília déli felén és Paraguayban őshonos.

## Képek

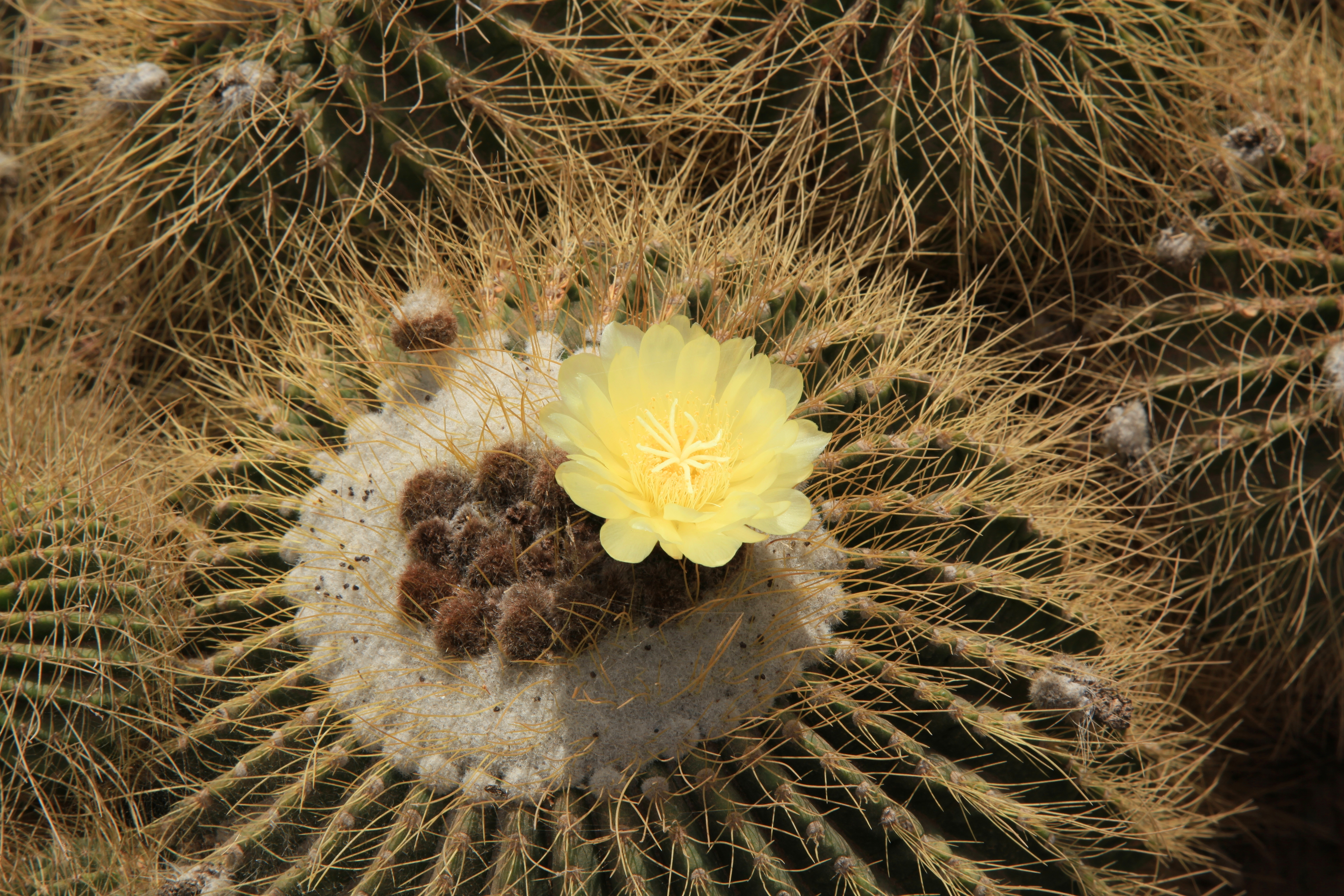
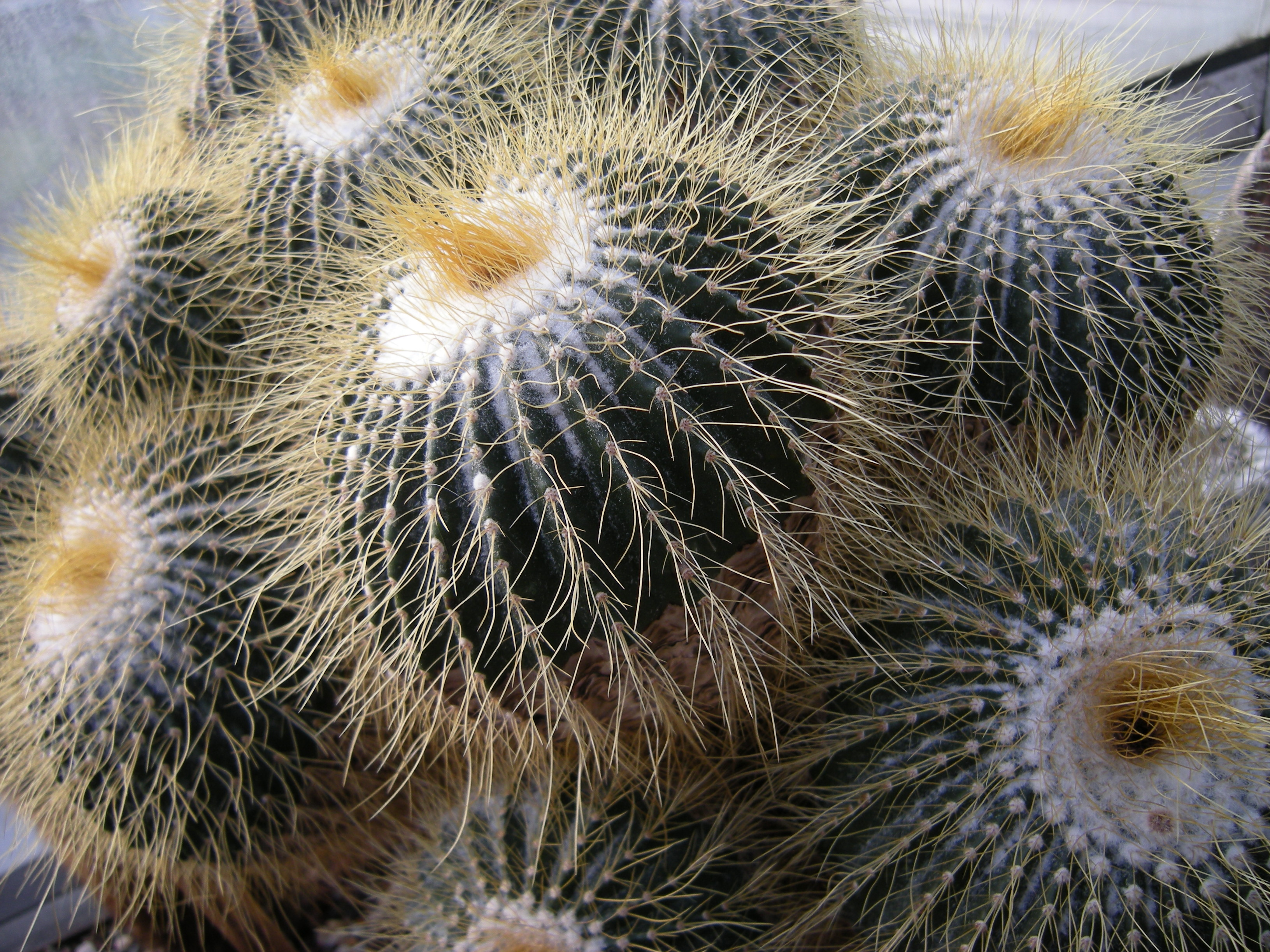
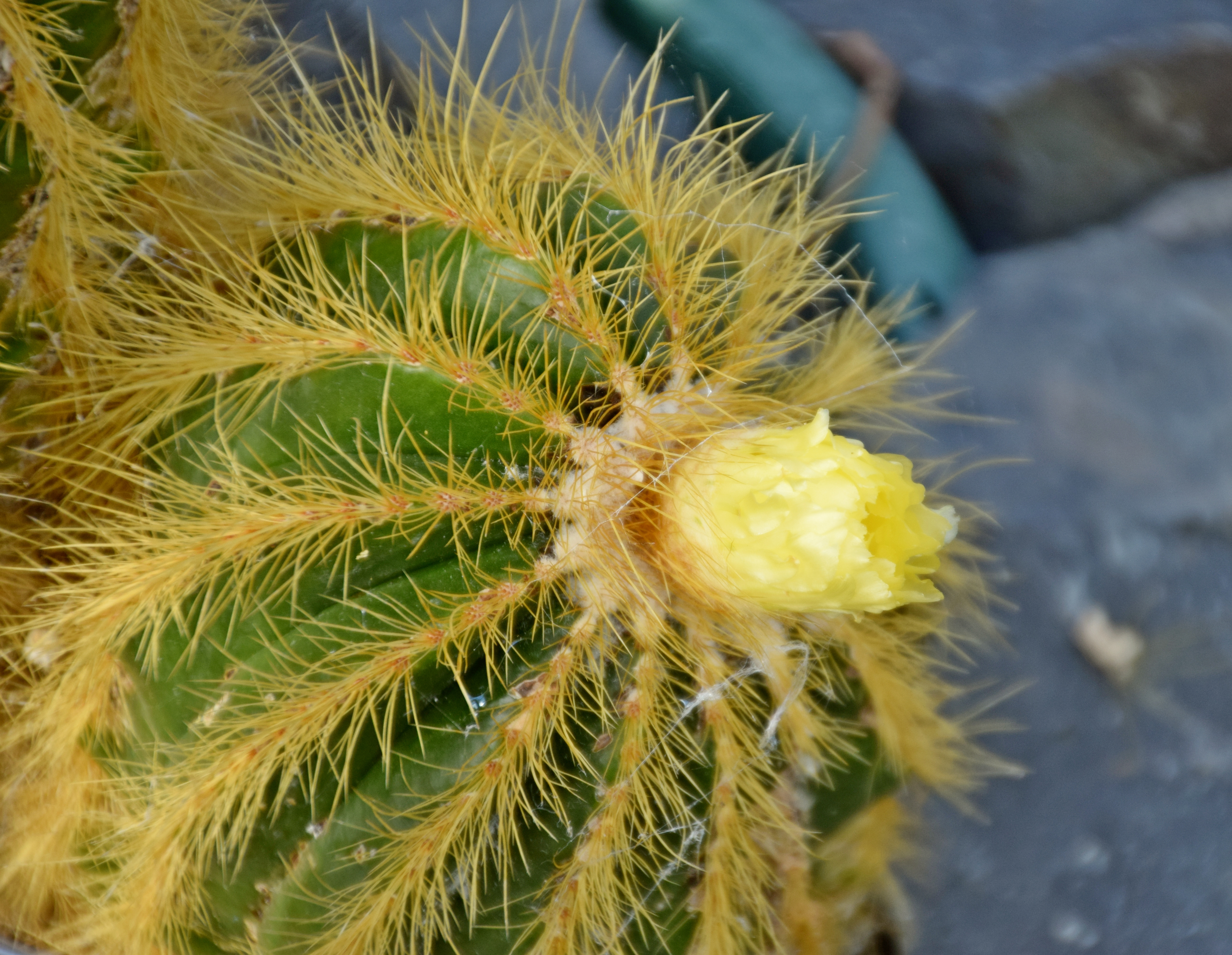
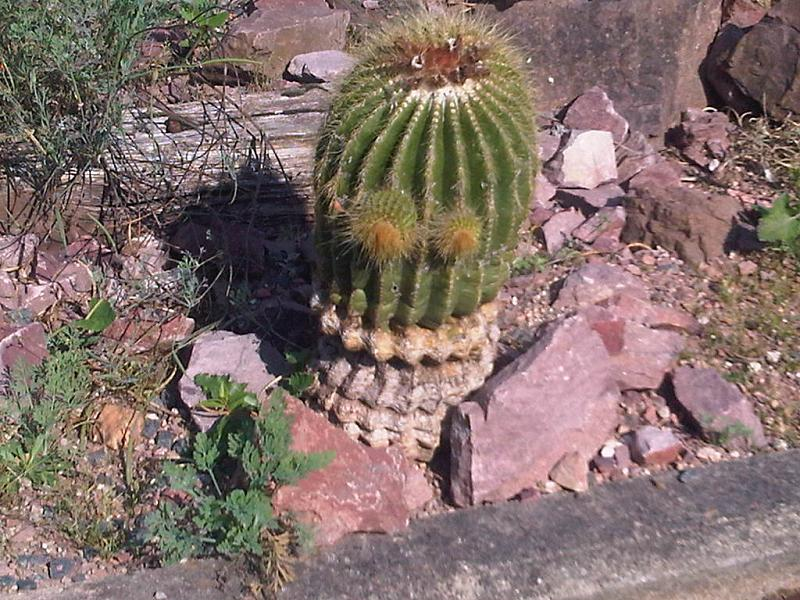
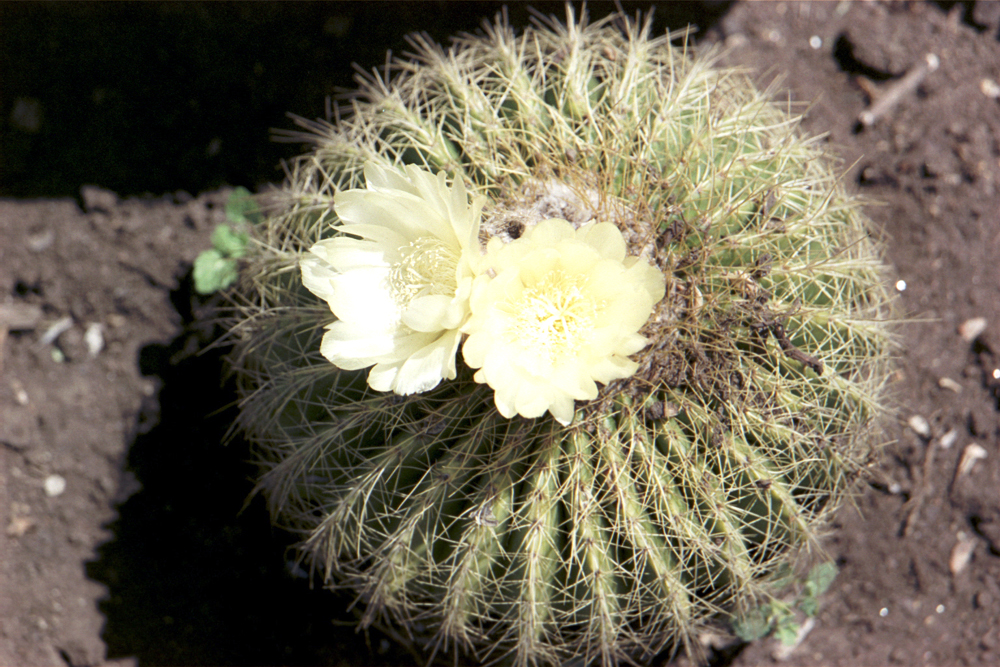

## Megjelenése
Hosszúkás hengertörzsű, erősen bordázott kaktuszfaj, amely 180 centiméter magasra és körülbelül 30 centiméter szélesre nő meg. A 21-48 darab bordájának gerincén helyezkednek el a kissé görbült tüskéi, amelyek fiatalon aranysárgák, idősebb korukban pedig barnásvörösek vagy szürkék. A 4,5-6,5 centiméter átmérőjű, citromsárga vagy aranysárga virágai nyáron nyílnak. A termés tojás alakú és 1,5 centiméter átmérőjű; sűrű szőrzet és sörte borítja; benne a magok vörösesbarnák vagy majdnem feketék, és 1-1,2 milliméteresek.